# Enomao (guerriero troiano)
Enomao (in greco antico: Οἱνόμαος?, Oinómaos) è un personaggio della mitologia greca, un guerriero troiano.

## Mitologia
Enomao era uno degli eroi che guidarono l'avanzata troiana contro l'accampamento acheo, descritta nel libro XII dell'Iliade, al seguito dello sfortunato Asio, figlio di Irtaco. Nel corso del duello tra Enea e Idomeneo presso le navi greche, Enomao venne colpito al ventre dalla lancia di quest'ultimo e la punta, attraversando la piastra della sua armatura, trapassò anche gli intestini.
Il suo cadavere, dal quale poi Idomeneo estrasse l'arma fatale, rotolò nella polvere, ma l'eroe non riuscì a sfilargli la corazza perché oppresso dalle frecce nemiche.